# Baker Mayfield
Baker Reagan Mayfield (* 14. April 1995 in Austin, Texas) ist ein amerikanischer Quarterback, der für die Tampa Bay Buccaneers der National Football League (NFL) spielt. Er spielte College Football für Oklahoma und wurde von den Cleveland Browns im NFL Draft 2018 als erster Spieler insgesamt ausgewählt.

## College

### Texas Tech (2013)
Baker Mayfield begann seine Collegekarriere an der Texas Tech University im Jahr 2013 als Starting Quarterback. Die ersten fünf Spiele gewann er mit seinem Team, verletzte sich aber schon in der 5. Woche der Saison. Nach seiner Verletzung kehrte er am Ende der Saison noch einmal zurück, aber war mit seinem Team nicht mehr zufrieden. Er wechselte daraufhin innerhalb der Conference zu der University of Oklahoma, sein Backup Davis Webb übernahm in der darauffolgenden Saison den Posten des Starting Quarterbacks.

### Oklahoma (2014–2017)
Nach seinem Wechsel zu Oklahoma durfte Mayfield die komplette Saison 2014 nicht spielen, weil er wegen des Wechsels für die Saison gesperrt wurde.
2015 war Mayfield wieder spielberechtigt und sofort der Starting Quarterback der Oklahoma Sooners. Die reguläre Saison verlief für Mayfield und sein Team sehr erfolgreich. Mit elf Siegen und einer Niederlage waren sie das beste Team der Big 12 Conference. Mayfield wurde für seine persönlichen Leistungen zum Offensive Player of the Year und in das First Team-All der Big 12 gewählt. In dem Halbfinale der College-Football-Play-offs, dem Orange Bowl 2015, unterlagen die Sooners dem Team aus Clemson und schieden aus.
In seinem zweiten Jahr für Oklahoma spielte Mayfield wieder eine sehr gute Saison und wurde erneut in das First Team-All der Big 12 gewählt, Offensive Player of the Year wurde allerdings der Wide Receiver Dede Westbrook. Oklahoma beendete die Saison mit elf Siegen und zwei Niederlagen und konnte sich damit nicht für das Halbfinale der College-Play-offs qualifizieren. Allerdings waren sie im Sugar Bowl siegreich und besiegten Auburn.
2017, in seinem letzten Jahr am College, spielte Mayfield seine erfolgreichste Saison. Er warf in 14 Spielen über 4600 Yards und 43 Touchdowns bei nur 6 Interceptions. Für seine Leistungen 2017 wurde Mayfield mehrfach ausgezeichnet und gewann unter anderem die Heisman Trophy für den besten Spieler im College Football vor dem Runningback Bryce Love und dem Gewinner des Vorjahres Lamar Jackson. Mayfield erhielt bei der Wahl die drittmeisten Punkte (86 %) aller Zeiten, lediglich Marcus Mariota und Troy Smith erreichten bei ihrer Wahl eine höhere Prozentzahl. Außerdem war Mayfield der erste Walk-on, der die Trophäe gewann. Er beendete die reguläre Saison mit zwölf Siegen und einer Niederlage und konnte sich nach 2015 wieder für das Halbfinale der College-Play-offs qualifizieren. Mayfield erreichte mit seinem Team aber erneut nicht das Finale, sie unterlagen Georgia im Rose Bowl in der zweiten Overtime und schieden aus.

### College-Statistik
| Jahr                               | Team   | Games | Comp-Att    | Comp% | Yards  | TD  | INT | Pass Eff |
| ---------------------------------- | ------ | ----- | ----------- | ----- | ------ | --- | --- | -------- |
| 2013                               | TTU    | 8     | 218–340     | 64,1  | 2.315  | 12  | 9   | 127,7    |
| 2015                               | OU     | 13    | 269–395     | 68,1  | 3.700  | 36  | 7   | 173,3    |
| 2016                               | OU     | 13    | 254–358     | 70,9  | 3.965  | 40  | 8   | 196,4    |
| 2017                               | OU     | 14    | 285–404     | 70,5  | 4.627  | 43  | 6   | 198,9    |
| Gesamt                             | Gesamt | 48    | 1.026–1.497 | 68,5  | 14.607 | 131 | 30  | 175,4    |
| Quelle: College-Statistik Mayfield |        |       |             |       |        |     |     |          |

## NFL

### Draft
Baker Mayfield wurde beim NFL Draft 2018 für viele Experten überraschend an erster Stelle von den Cleveland Browns ausgewählt. In den meisten Mock Drafts rechneten die Experten eher damit, dass die Browns Sam Darnold mit ihrem ersten Pick wählen würden. Weiter wurde Mayfields vergleichsweise kleine Größe als ein mögliches Problem für ihn in der NFL angesehen.

### 2018
Mayfield wählte nach dem Draft die Trikotnummer 6 bei den Browns, die er schon während seiner Collegekarriere trug. Er unterschrieb einen Vierjahresvertrag über 32.682.980 US-Dollar. Coach Hue Jackson legte während der Offseason fest, Mayfield solle seine Rookie-Saison (2018) als Backup hinter Tyrod Taylor starten.

Am 20. September 2018 gab er sein NFL-Debüt gegen die New York Jets, als er Taylor, der sich eine Gehirnerschütterung zuzog, ersetzte. Er führte die Browns zum ersten NFL-Sieg seit 21 Monaten und fing eine Two-Point Conversion im dritten Viertel. Nach dem Spiel berief Hue Jackson Mayfield zum Starting Quarterback. Sein Debüt als Starter feierte er in Woche 4 gegen die Oakland Raiders, das Spiel ging in der Overtime verloren. Mayfield warf Pässe für 295 Yards und zwei Touchdowns bei zwei Interceptions. Bei seinem ersten Sieg als Starter (12:9 gegen die Baltimore Ravens in der Overtime) warf er für 342 Yards Raumgewinn und einen Touchdown. Schwankende, aber auch starke Leistungen folgten; so erreichte er in Woche 10 (28:16-Sieg über die Atlanta Falcons) neben 216 Yards Raumgewinn und drei Touchdowns (keine Interception) ein Quarterback Rating von 151.2, das höchste, das ein Rookie bei mindestens 20 Passversuchen jemals erzielte. Mayfield beendete die Saison mit 27 Touchdowns bei 14 Interceptions und erzielte 3.725 Yards Raumgewinn. Am Ende der Saison, in der die Browns trotz einer Negativbilanz von 7 Siegen, 8 Niederlagen, 1 Unentschieden ihr bestes Ergebnis seit 2007 einfuhren, wurde er für den NFL Rookie of the Year Award (bester Neuling des Jahres) nominiert. Gewinnen konnte er die Trophäe nicht, sie ging an Runningback Saquon Barkley von den New York Giants.

### 2019
In der Off-Season vor der Saison 2019 verpflichteten die Cleveland Browns mit dem Wide Receiver Odell Beckham Jr. eine weitere Waffe für Mayfield. Trotz der beiden Top-Receiver Jarvis Landry und Beckham Jr. sowie dem Runningback Nick Chubb konnten die Browns erneut nicht die Play-offs erreichen und schlossen die Saison mit einer 6:10 Negativbilanz ab. Besonders Mayfield geriet für seine Leistungen während seiner zweiten Profisaison in Kritik, da er nicht an seine gute Rookie-Saison anschließen konnte und sich in den meisten statistischen Kategorien verschlechterte. Mit 22 Touchdowns am Ende der Saison warf er fünf Touchdowns weniger als im Vorjahr. Zudem warf er den Football deutlich häufiger zu gegnerischen Verteidigern. Insgesamt 21 mal fingen Gegner seine Pässe ab, somit hatte Mayfield fast so viele Interceptions wie Touchdowns für sein Team geworfen. Mit einem Quarterback Rating von 78.8 als Saisonschnitt beendete Mayfield die Saison als 31. von 32. Quarterbacks der Liga, die mindestens 8 Spiele der Saison als Starter gespielt hatten, lediglich Andy Dalton wies ein noch schlechteres Rating auf.

### 2020
In seiner dritten NFL-Saison schloss Mayfield wieder an seine Leistungen seiner Rookie-Saison an. In der 7. Woche der regulären Saison erzielte er beim Sieg über die Cincinnati Bengals 5 Touchdowns, eine neue persönliche Bestleistung. Außerdem stellte er mit 21 in Folge angebrachten Pässen einen neuen Franchise-Rekord auf. Obwohl er mit 3.563 Yards Raumgewinn über den Pass seinen niedrigsten Karrierewert aufwies, verbesserte er sich mit Steigerungen in anderen Bereichen insgesamt. So warf er mit 8 Interceptions erstmals in seiner Profikarriere weniger als 10 Interceptions in einer Saison. Besonders in den letzten neun Spielen der regulären Saison warf er sehr kontrolliert und insgesamt nur zweimal zu einem gegnerischen Verteidiger. Mayfield beendete die Saison mit 26 Touchdown-Pässen und einem Quarterback Rating von 95.9, das höchste Rating in seinen drei NFL-Jahren. Sein größter Erfolg war das Erreichen der NFL-Play-offs, das den Browns dank einer positiven Bilanz von 11:5 erstmals wieder seit der Saison 2002 gelang.

### 2021
In der Saison 2021 konnte Mayfield, beeinträchtigt von einer Verletzung an der linken Schulter, nicht an seine Leistungen aus dem Vorjahr anschließen. Daher verpflichteten die Browns nach der Saison per Trade Deshaun Watson als neuen Starting-Quarterback, wodurch Mayfield entbehrlich wurde, zudem kam es infolge des Trades für Watson zu Spannungen zwischen Mayfield und den Verantwortlichen der Browns. Im Juli 2022 gaben die Browns Mayfield daher im Austausch gegen einen Fünftrundenpick im Draft 2024, der bei ausreichend Einsatzzeit von Mayfield zu einem Viertrundenpick werden kann, an die Carolina Panthers ab. Bei den Panthers war mit Sam Darnold als Starter der Vorsaison mit unterdurchschnittlichen Leistungen und Matt Corral als Rookie kein Quarterback als Stammspieler gesetzt.

### 2022
Mayfield ging als Starter für die Panthers in die Saison, konnte aber nicht überzeugen und verlor vier seiner ersten fünf Spiele, bevor er verletzungsbedingt ausfiel. Anschließend bestritt er ein weiteres Spiel, das er ebenfalls verlor. Mayfield brachte lediglich 57,8 % seiner Pässe an und warf sechs Touchdownpässe bei sechs Interceptions. Nach dem 13. Spieltag entließen die Panthers Mayfield auf seinen Wunsch hin, nachdem sie beschlossen hatten, ihn für die Zukunft weder als Starter noch als Backup einzuplanen. Daraufhin nahmen die Los Angeles Rams ihn nach dem Ausfall ihres Starters Matthew Stafford über die Waiver-Liste unter Vertrag.

### 2023
Für die Saison 2023 unterschrieb Mayfield einen Einjahresvertrag bei den Tampa Bay Buccaneers und wurde dort Nachfolger von Tom Brady nach dessen Karriereende. Er erzielte 4044 Yards Raumgewinn im Passspiel und warf 28 Touchdowns bei 10 Interceptions. Mayfield wurde erstmals in den Pro Bowl gewählt und zog mit den Buccaneers in die Play-offs ein, in denen sie die Divisional Round erreichten. Bei der Wahl zum NFL Comeback Player of the Year Award belegte er den dritten Platz.

### 2024
Im März 2024 einigte sich Mayfield kurz vor Ablauf seines Vertrags mit den Buccaneers auf einen neuen Dreijahresvertrag im Wert von 100 Millionen US-Dollar.